# يوشيكي ناكاجيما
يوشيكي ناكاجيما (باليابانية: 仲島 義貴) (مواليد 18 أغسطس 1993)، هو لاعب كرة قدم سابق كان يلعب كمدافع.

## وصلات خارجية
- يوشيكي ناكاجيما على موقع رابطة كرة القدم اليابانية للمحترفين (اليابانية)
- يوشيكي ناكاجيما على موقع Soccerway.com (الإنجليزية)